# Sant Nazari de Solsa
Sant Nazari de Solsa o de Rosselló és el nom de l'església i de la parròquia que encapçala del poble rossellonès de Sant Nazari de Rosselló.
L'església està situada en el punt més alt del poble, on hi ha havia la cellera i el castell.
L'església parroquial de Sant Nazari és un imponent edifici neogòtic construït en pedra i maons. L'església és de nau única, amb la porta a la façana oest. D'aquesta parròquia depèn el santuari de la Mare de Déu de l'Arca.